# カモ科
カモ科（カモか、Anatidae）はカモ目の科の一つ。別名ガンカモ科。

## 分布
南極大陸をのぞく全大陸。アフリカ大陸およびオーストラリア大陸の砂漠地帯や、グリーンランド内陸部等には生息しない。

## 形態
最大種はナキハクチョウ、最小種はアフリカマメガン。頸部は比較的長い。尾羽は多くの種で短い。下面は平坦で、水に浮かびやすい。
嘴は幅広くやや扁平な種が多い。嘴の先端には角質からなる鉤状の突起（嘴爪）がある。多くの種は嘴外縁に櫛状の薄い板（板歯）があり、これにより水中で小型の食物も濾し取る事ができる。舌は分厚く、棘状の突起が並ぶ。後肢は胴体のやや後方に位置する種が多く、一部の種では地表で歩行する事は苦手だが水中では大きな推進力を得ることができる。後肢は比較的短い種が多い。多くの種で第2-4趾の間には水掻きが発達する。
卵は白や淡黄色、青などの殻で覆われ、斑紋が入らない。

## 分類
5亜科に58属172種が属する。
- リュウキュウガモ亜科 Dendrocygninae - 2属9種 コシジロガモ・リュウキュウガモ属
- ゴマフガモ亜科 Stictonettinae - 1属1種 ゴマフガモ Stictonetta naevosa
- ツメバガン亜科 Plectropterinae - 1属1種 ツメバガン Plectropterus gambensis
- ガン亜科 Anserinae - 14属37種 ハクチョウ・ガチョウ・マガン等
- カモ亜科 Anatinae - 38属122種 マガモ・アヒル・カルガモ・オシドリ等

### 系統
次のような系統樹が得られている。

|  | ゴマフガモ                                            |
|  |                                                       |
|  | ツメバガン                                            |
|  |                                                       |
|  | \| \| ガン亜科 \| \| \| \| \| \| カモ亜科 \| \| \| \| |
|  |                                                       |
|  | ガン亜科                                              |
|  |                                                       |
|  | カモ亜科                                              |
|  |                                                       |

|  | ガン亜科 |
|  |          |
|  | カモ亜科 |
|  |          |

|  | ゴマフガモ                                            |
|  |                                                       |
|  | ツメバガン                                            |
|  |                                                       |
|  | \| \| ガン亜科 \| \| \| \| \| \| カモ亜科 \| \| \| \| |
|  |                                                       |
|  | ガン亜科                                              |
|  |                                                       |
|  | カモ亜科                                              |
|  |                                                       |

|  | ガン亜科 |
|  |          |
|  | カモ亜科 |
|  |          |

## 生態

カモの交尾。陰茎を持たない鳥類では珍しくカモ科の雄には挿入器官がある。この挿入器官は反時計回りに捻じれており、メスは強引な交尾を避けるために進化している。

淡水域、湿原、海洋などの水辺の環境を好む種が多い。多くの種は渡りを行うが、一部の種では渡りをしなかったり飛翔できない種もいる。飛翔するときは頸部を前方に伸ばし、後肢は後方へ伸ばす。
日本国内の観察では、水田などの採食場となる場所とネグラとなる水域を使い分けて生活していることが確認されている。ガン・ハクチョウは日の出頃に採食場に移動し、夕暮れにネグラに戻る。カモは昼夜が逆転した形で同様の行動をする。
食性は種によっても異なり、魚類、貝類、植物の葉、果実、種子などを食べる。
繁殖形態は卵生。多くの種は水辺に植物を組み合わせた皿状の巣を作るが、樹洞や岸壁などに巣を作る種もいる。主にメスが抱卵する。雛は孵化するとすぐに巣を離れ（早成性）、親の後について移動するようになる。

## 人間との関係
肉、卵、羽毛が利用され、数種は飼いならされ家禽（アヒル、ガチョウ、バリケンなど）として飼育される。また野生個体も狩猟の対象とされる。鴨（カモ。鳧）とは、カモ科の鳥類のうち体が小さいものの総称。雁（ガン。異字：鴈）は、カモ科のうちの一群の水鳥の総称で、カモより大きくて首が長く、ハクチョウより小さい。分類学上のまとまった群ではない。